# Aedo

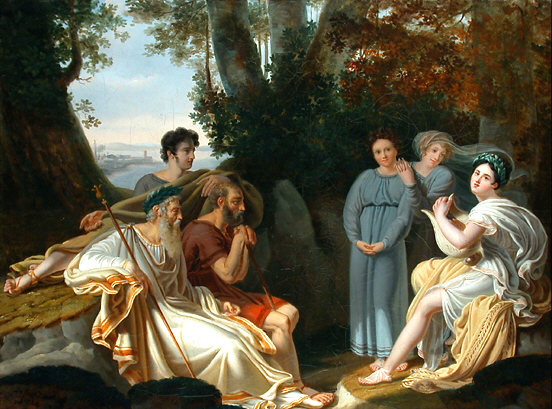
Safo cantando para Homero, de Lafond

Alceo cantando para Safo, de Alma-Tadema

Los aedos (en griego antiguo: ἀοιδός, aoidós, 'cantor', que a su vez proviene del verbo ἀείδω, aeidoo, 'cantar') eran, en la Antigua Grecia, artistas que cantaban epopeyas acompañándose de un instrumento musical, la cítara (u otros instrumentos de cuerda típicos). Se distinguían de los rapsodas, más tardíos, en que componían sus propias obras; además los rapsodas no tañen la citara, sino que sostienen un bastón en la mano para marcar el ritmo del poema y no recitan cantando sino levantando la voz a intervalos. Los aedos fueron más o menos el equivalente de los bardos celtas.
Según los especialistas homéricos modernos, el término «aedo» es usado también como una de las denominaciones técnicas para una poética épica oral en la tradición a la que pertenecen la Ilíada y la Odisea. El nominativo y el verbo aparecen en varias ocasiones en esas dos obras, en relación con la poesía.
El más célebre de los aedos es Homero. La Odisea presenta dos figuras de aedo: el más conocido, Demódoco, que canta en la corte de Alcínoo, y Femio, de la corte de Ítaca. Estos dos personajes aportan información sobre el oficio del aedo, que cantaba ante una asamblea de aristócratas reunidos en un banquete. Elegía entre una amplia colección de temas muy conocidos, como la Guerra de Troya. Elegía un episodio, pero el público le reclamaba a menudo tal o cual tema. A menudo, el aedo empezaban su canto con un proemio, es decir un canto corto que servía de preludio a la epopeya principal. Los  Himnos homéricos  constituyen una colección de tales poemas.